# Edith Michell
Edith Mary Ann Michell (née Tapsell) (c. 1872 – Great Yarmouth, 18 de outubro de 1951) foi uma jogadora de xadrez do Reino Unido três vezes campeã nacional e duas vezes desafiante ao título do Campeonato Mundial Feminino de Xadrez. Edith venceu o campeonato britânico feminino em 1931 (dividido), 1932 e 1935. Em Londres (1927), ficou em quarto na primeira edição do mundial e quarto em Folkstone (1933), ambas as competições vencidas por Vera Menchik.